# Lista de monarcas da Rússia
Esta é uma lista de monarcas (soberanos) russos, que detiveram autoridade monárquica soberana sobre a Rússia, desde os primeiros "grão-príncipes", até os czares que eram ao mesmo tempo imperadores russos, até a abolição da monarquia no país em 1917, pela Revolução Russa de 1917.

## Grão-Principado de Moscou

### Casa de Rurique
Daniel, Neto de príncipe antessucessor se torna Grão-Príncipe de Moscou com o título de Daniel I.
| Nome                                                      | Retrato                                          | Nascimento                                                           | Casamento(s)                                        | Morte                           |
| --------------------------------------------------------- | ------------------------------------------------ | -------------------------------------------------------------------- | --------------------------------------------------- | ------------------------------- |
| Daniel I 1283 – 4 de março de 1303                        |                                                  | 1261 filho de Alexandre Nevsky e Alexandra de Moscou                 | Maria de Moscou 6 filhos                            | 4 de março de 1303 42 anos      |
| Jorge I 4 de março de 1303 – 21 de novembro de 1325       |                                                  | 1281 filho de Daniel e Maria                                         | Konchaka de Moscou sem filhos                       | 21 de novembro de 1325 44 anos  |
| Ivã I 21 de novembro de 1325 – 31 de março de 1340        |                                                  | c. 1288 filho de Daniel e Maria                                      | Helena de Moscou 8 filhos                           | 31 de março de 1340 52 anos     |
| Ivã I 21 de novembro de 1325 – 31 de março de 1340        | Alexandra de Moscou sem filhos                   | c. 1288 filho de Daniel e Maria                                      |                                                     | 31 de março de 1340 52 anos     |
| Simão I 31 de março de 1340 – 27 de abril de 1353         |                                                  | 7 de novembro de 1316 filho de Ivã I e Helena                        | Augusta da Lituânia 4 filhos                        | 27 de abril de 1353 36 anos     |
| Simão I 31 de março de 1340 – 27 de abril de 1353         | Eupráxia de Smolensk sem filhos                  | 7 de novembro de 1316 filho de Ivã I e Helena                        |                                                     | 27 de abril de 1353 36 anos     |
| Simão I 31 de março de 1340 – 27 de abril de 1353         | Maria de Tver 4 filhos                           | 7 de novembro de 1316 filho de Ivã I e Helena                        |                                                     | 27 de abril de 1353 36 anos     |
| Ivã II 27 de abril de 1353 – 13 de novembro de 1359       |                                                  | 30 de março de 1326 filho de Ivã I e Helena                          | Feodósia de Briansk 1341 sem filhos                 | 13 de novembro de 1359 33 anos  |
| Ivã II 27 de abril de 1353 – 13 de novembro de 1359       | Alexandra Velyaminova 1345 4 filhos              | 30 de março de 1326 filho de Ivã I e Helena                          |                                                     | 13 de novembro de 1359 33 anos  |
| Demétrio I 13 de novembro de 1359 – 19 de maio de 1389    |                                                  | 12 de outubro de 1350 filho de Ivã II e Alexandra Velyaminova        | Eudóxia de Níjni Novgorod 12 filhos                 | 19 de maio de 1389 38 anos      |
| Basílio I 19 de maio de 1389 – 27 de fevereiro de 1425    |                                                  | 30 de dezembro de 1371 filho de Demétrio e Eudóxia de Níjni Novgorod | Sofia da Lituânia 21 de janeiro de 1391 9 filhos    | 27 de fevereiro de 1425 53 anos |
| Basílio II 27 de fevereiro de 1425 – 27 de março de 1462  |                                                  | 10 de março de 1415 filho de Basílio I e Sofia da Lituânia           | Maria de Borovsk 1433 3 filhos                      | 27 de março de 1462 47 anos     |
| Ivã III 5 de abril de 1462 – 27 de outubro de 1505        |                                                  | 22 de janeiro de 1440 filho de Basílio II e Maria de Borovsk         | Maria de Tver 1462 1 filho                          | 27 de outubro de 1505 65 anos   |
| Ivã III 5 de abril de 1462 – 27 de outubro de 1505        | Sofia Paleóloga 12 de novembro de 1472 11 filhos | 22 de janeiro de 1440 filho de Basílio II e Maria de Borovsk         |                                                     | 27 de outubro de 1505 65 anos   |
| Basílio III 27 de outubro de 1505 – 3 de dezembro de 1533 |                                                  | 25 de março de 1479 filho de Ivã III e Sofia Paleóloga               | Solomonia Saburova 4 de setembro de 1505 sem filhos | 3 de dezembro de 1533 54 anos   |
| Basílio III 27 de outubro de 1505 – 3 de dezembro de 1533 | Helena Glinskaia 21 de janeiro de 1526 2 filhos  | 25 de março de 1479 filho de Ivã III e Sofia Paleóloga               |                                                     | 3 de dezembro de 1533 54 anos   |
| Ivã IV 3 de dezembro de 1533 – 26 de janeiro de 1547      |                                                  | 25 de agosto de 1530 filho de Basílio III e Helena Glinskaia         | Anastásia Romanovna 1547 6 filhos                   | 28 de março de 1584 53 anos     |
| Ivã IV 3 de dezembro de 1533 – 26 de janeiro de 1547      | Maria Temryukovna 1561 1 filho                   | 25 de agosto de 1530 filho de Basílio III e Helena Glinskaia         |                                                     | 28 de março de 1584 53 anos     |
| Ivã IV 3 de dezembro de 1533 – 26 de janeiro de 1547      | Marta Sobakina 28 de outubro de 1571 sem filhos  | 25 de agosto de 1530 filho de Basílio III e Helena Glinskaia         |                                                     | 28 de março de 1584 53 anos     |
| Ivã IV 3 de dezembro de 1533 – 26 de janeiro de 1547      | Ana Koltovskaia 1572 sem filhos                  | 25 de agosto de 1530 filho de Basílio III e Helena Glinskaia         |                                                     | 28 de março de 1584 53 anos     |
| Ivã IV 3 de dezembro de 1533 – 26 de janeiro de 1547      | Ana Vasilchikova 1575 sem filhos                 | 25 de agosto de 1530 filho de Basílio III e Helena Glinskaia         |                                                     | 28 de março de 1584 53 anos     |
| Ivã IV 3 de dezembro de 1533 – 26 de janeiro de 1547      | Maria Nagaia 1581 1 filho                        | 25 de agosto de 1530 filho de Basílio III e Helena Glinskaia         |                                                     | 28 de março de 1584 53 anos     |

## Czarado da Rússia

### Casa de Rurique
| Nome                                                  | Retrato                                         | Nascimento                                                   | Casamento(s)                      | Morte                         |
| ----------------------------------------------------- | ----------------------------------------------- | ------------------------------------------------------------ | --------------------------------- | ----------------------------- |
| Ivã IV 26 de janeiro de 1547 – 28 de março de 1584    |                                                 | 25 de agosto de 1530 filho de Basílio III e Helena Glinskaia | Anastásia Romanovna 1547 6 filhos | 28 de março de 1584 53 anos   |
| Ivã IV 26 de janeiro de 1547 – 28 de março de 1584    | Maria Temryukovna 1561 1 filho                  | 25 de agosto de 1530 filho de Basílio III e Helena Glinskaia |                                   | 28 de março de 1584 53 anos   |
| Ivã IV 26 de janeiro de 1547 – 28 de março de 1584    | Marta Sobakina 28 de outubro de 1571 sem filhos | 25 de agosto de 1530 filho de Basílio III e Helena Glinskaia |                                   | 28 de março de 1584 53 anos   |
| Ivã IV 26 de janeiro de 1547 – 28 de março de 1584    | Ana Koltovskaia 1572 sem filhos                 | 25 de agosto de 1530 filho de Basílio III e Helena Glinskaia |                                   | 28 de março de 1584 53 anos   |
| Ivã IV 26 de janeiro de 1547 – 28 de março de 1584    | Ana Vasilchikova 1575 sem filhos                | 25 de agosto de 1530 filho de Basílio III e Helena Glinskaia |                                   | 28 de março de 1584 53 anos   |
| Ivã IV 26 de janeiro de 1547 – 28 de março de 1584    | Maria Nagaia 1581 1 filho                       | 25 de agosto de 1530 filho de Basílio III e Helena Glinskaia |                                   | 28 de março de 1584 53 anos   |
| Teodoro I 28 de março de 1584 – 17 de janeiro de 1598 |                                                 | 31 de maio de 1557 filho de Ivã IV e Anastásia Romanovna     | Irina Godunova 1 filha            | 17 de janeiro de 1598 40 anos |

### Tempo de Dificuldades

#### Casa de Godunov
| Nome                                                | Retrato | Nascimento                                            | Casamento                                    | Morte                           |
| --------------------------------------------------- | ------- | ----------------------------------------------------- | -------------------------------------------- | ------------------------------- |
| Boris 21 de fevereiro de 1598 – 23 de abril de 1605 |         | c. 1551 filho de Teodoro Godunov e Stepanida Ivanovna | Maria Skuratova-Belskaia c. 1570–71 2 filhos | 23 de fevereiro de 1605 54 anos |
| Teodoro II 23 de abril – 10 de junho de 1605        |         | 1589 filho de Boris e Maria Skuratova-Belskaia        | Não se casou                                 | 10 de junho de 1605 16 anos     |

#### Pseudo-Rurique
| Nome                                                                           | Retrato | Nascimento                 | Casamento                  | Morte                      |
| ------------------------------------------------------------------------------ | ------- | -------------------------- | -------------------------- | -------------------------- |
| Falso Demétrio II 10 de junho de 1605 – 17 de maio de 1606 (impostor, deposto) |         | c. 1581 pais desconhecidos | Marina Mniszech sem filhos | 17 de maio de 1606 25 anos |

#### Casa de Shuyski
| Nome                                                          | Retrato                              | Nascimento                                                     | Casamentos                | Morte                          |
| ------------------------------------------------------------- | ------------------------------------ | -------------------------------------------------------------- | ------------------------- | ------------------------------ |
| Basílio IV 19 de maio de 1606 – 17 de julho de 1610 (deposto) |                                      | 22 de setembro de 1552 filho de Ivã Shuyski e Marfa Feodorovna | Helena Repnina sem filhos | 12 de setembro de 1612 59 anos |
| Basílio IV 19 de maio de 1606 – 17 de julho de 1610 (deposto) | Maria Buynosova-Rostovskaia 2 filhos | 22 de setembro de 1552 filho de Ivã Shuyski e Marfa Feodorovna |                           | 12 de setembro de 1612 59 anos |

#### Casa de Vasa
| Nome                                                          | Retrato                                            | Nascimento                                                                  | Casamentos                                               | Morte                      |
| ------------------------------------------------------------- | -------------------------------------------------- | --------------------------------------------------------------------------- | -------------------------------------------------------- | -------------------------- |
| Ladislau I 6 de setembro de 1610 – novembro de 1612 (deposto) |                                                    | 9 de junho de 1595 filho de Sigismundo III Vasa da Polônia e Ana da Áustria | Cecília Renata da Áustria 12 de setembro de 1637 1 filho | 20 de maio de 1648 52 anos |
| Ladislau I 6 de setembro de 1610 – novembro de 1612 (deposto) | Maria Luísa Gonzaga 10 de março de 1646 sem filhos | 9 de junho de 1595 filho de Sigismundo III Vasa da Polônia e Ana da Áustria |                                                          | 20 de maio de 1648 52 anos |

### Casa de Romanov
| Nome                                                  | Retrato                                             | Nascimento                                                             | Casamento(s)                                        | Morte                          |
| ----------------------------------------------------- | --------------------------------------------------- | ---------------------------------------------------------------------- | --------------------------------------------------- | ------------------------------ |
| Miguel I 26 de junho de 1613 – 12 de julho de 1645    |                                                     | 12 de julho de 1596 filho de Teodoro Nikitich Romanov e Xenia Shestova | Maria Dolgorukova 1624 sem filhos                   | 12 de julho de 1645 49 anos    |
| Miguel I 26 de junho de 1613 – 12 de julho de 1645    | Eudoxia Streshneva 5 de fevereiro de 1626 10 filhos | 12 de julho de 1596 filho de Teodoro Nikitich Romanov e Xenia Shestova |                                                     | 12 de julho de 1645 49 anos    |
| Aleixo 12 de julho de 1645 – 29 de janeiro de 1676    |                                                     | 9 de maio de 1629 filho de Miguel I e Eudóxia Streshneva               | Maria Miloslavskaia 17 de janeiro de 1648 13 filhos | 29 de janeiro de 1676 46 anos  |
| Aleixo 12 de julho de 1645 – 29 de janeiro de 1676    | Natália Naryshkina 1 de fevereiro de 1671 3 filhos  | 9 de maio de 1629 filho de Miguel I e Eudóxia Streshneva               |                                                     | 29 de janeiro de 1676 46 anos  |
| Teodoro III 29 de janeiro de 1676 – 7 de maio de 1682 |                                                     | 9 de junho de 1661 filho de Aleixo e Maria Miloslavskaia               | Agáfia Grushetskaya 28 de julho de 1680 1 filho     | 7 de maio de 1682 20 anos      |
| Teodoro III 29 de janeiro de 1676 – 7 de maio de 1682 | Marta Apraksina 24 de fevereiro de 1682 sem filhos  | 9 de junho de 1661 filho de Aleixo e Maria Miloslavskaia               |                                                     | 7 de maio de 1682 20 anos      |
| Ivã V 2 de junho de 1682 – 8 de fevereiro de 1696     |                                                     | 6 de setembro de 1666 filho de Aleixo e Maria Miloslavskaia            | Praskovia Saltykova 1684 5 filhas                   | 8 de fevereiro de 1696 29 anos |
| Pedro I 7 de maio de 1682 – 2 de novembro de 1721     |                                                     | 6 de junho de 1672 filho de Aleixo e Natália Naryshkina                | Eudóxia Lopukhina 6 de fevereiro de 1689 3 filhos   | 8 de fevereiro de 1725 52 anos |
| Pedro I 7 de maio de 1682 – 2 de novembro de 1721     | Catarina I 1707 9 filhos                            | 6 de junho de 1672 filho de Aleixo e Natália Naryshkina                |                                                     | 8 de fevereiro de 1725 52 anos |

## Império Russo

### Casa de Romanov
| Nome                                                             | Retrato       | Nascimento | Casamento(s)                                                        | Morte                          |
| ---------------------------------------------------------------- | ------------- | --- | ------------------------------------------------------------------- | ------------------------------ |
| Pedro I 2 de novembro de 1721 – 8 de fevereiro de 1725           |               | 6 de junho de 1672 filho de Aleixo e Natália Naryshkina                                                           | Eudóxia Lopukhina 6 de fevereiro de 1689 3 filhos                   | 8 de fevereiro de 1725 52 anos |
| Pedro I 2 de novembro de 1721 – 8 de fevereiro de 1725           | 1707 9 filhos | 6 de junho de 1672 filho de Aleixo e Natália Naryshkina                                                           |                                                                     | 8 de fevereiro de 1725 52 anos |
| Catarina I 8 de fevereiro de 1725 – 17 de maio de 1727           |               | 15 de abril de 1684 filha de Samuel Skowroński e Isabel Moritz                                                    | 17 de maio de 1727 43 anos                                          |                                |
| Pedro II 18 de maio de 1727 – 30 de janeiro de 1730              |               | 23 de outubro de 1715 filho de Aleixo Petrovich, Czarevich da Rússia e Carlota Cristina de Brunsvique-Volfembutel | Não se casou                                                        | 30 de janeiro de 1730 14 anos  |
| Ana 30 de janeiro de 1730 – 28 de outubro de 1740                |               | 7 de fevereiro de 1673 filha de Ivã V e Praskovia Saltykova                                                       | Frederico Guilherme, Duque da Curlândia novembro de 1710 sem filhos | 28 de outubro de 1740 47 anos  |
| Ivã VI 28 de fevereiro de 1740 – 6 de dezembro de 1741 (deposto) |               | 23 de agosto de 1740 filho de Ana Leopoldovna da Rússia e Antônio Ulrico de Brunsvique-Volfembutel                | Não se casou                                                        | 16 de julho de 1764 23 anos    |
| Isabel 6 de dezembro de 1741 – 5 de janeiro de 1762              |               | 29 de dezembro de 1709 filha de Pedro I e Catarina I                                                              | Alexei Razumóvski 1742 sem filhos                                   | 5 de janeiro de 1762 52 anos   |

### Casa de Holsácia-Gottorp-Romanov
| Nome                                                             | Retrato                                                        | Nascimento                                                                                                 | Casamento(s)                                                           | Morte                          |
| ---------------------------------------------------------------- | -------------------------------------------------------------- | --- | ---------------------------------------------------------------------- | ------------------------------ |
| Pedro III 9 de janeiro – 9 de junho de 1762 (deposto)            |                                                                | 21 de fevereiro de 1728 filho de Ana Petrovna da Rússia e Carlos Frederico, Duque de Holstein-Gottorp      | 16 de agosto de 1745 1 filho                                           | 17 de julho de 1762 34 anos    |
| Catarina II 9 de junho de 1762 – 17 de novembro de 1796          |                                                                | 2 de maio de 1729 filha de Cristiano Augusto, Príncipe de Anhalt-Zerbst e Joana Isabel de Holstein-Gottorp | 16 de agosto de 1745 1 filho                                           | 17 de novembro de 1796 67 anos |
| Paulo I 17 de novembro de 1796 – 23 de março de 1801             |                                                                | 1 de outubro de 1754 filho de Pedro III e Catarina II                                                      | Guilhermina Luísa de Hesse-Darmstadt 29 de setembro de 1773 sem filhos | 23 de março de 1801 46 anos    |
| Paulo I 17 de novembro de 1796 – 23 de março de 1801             | Sofia Doroteia de Württemberg 26 de setembro de 1776 10 filhos | 1 de outubro de 1754 filho de Pedro III e Catarina II                                                      |                                                                        | 23 de março de 1801 46 anos    |
| Alexandre I 23 de março de 1801 – 1 de dezembro de 1825          |                                                                | 23 de dezembro de 1777 filho de Paulo I e Sofia Doroteia de Württemberg                                    | Luísa de Baden 28 de setembro de 1793 2 filhas                         | 1 de dezembro de 1825 47 anos  |
| Nicolau I 1 de dezembro de 1825 – 2 de março de 1855             |                                                                | 6 de julho de 1796 filho de Paulo I e Sofia Doroteia de Württemberg                                        | Carlota da Prússia 13 de julho de 1817 7 filhos                        | 2 de março de 1855 58 anos     |
| Alexandre II 2 de março de 1855 – 13 de março de 1881            |                                                                | 29 de abril de 1818 filho de Nicolau I e Carlota da Prússia                                                | Maria de Hesse e Reno 16 de abril de 1841 8 filhos                     | 13 de março de 1881 62 anos    |
| Alexandre III 13 de março de 1881 – 1 de novembro de 1894        |                                                                | 10 de março de 1845 filho de Alexandre II e Maria de Hesse e Reno                                          | Dagmar da Dinamarca 9 de novembro de 1866 6 filhos                     | 1 de novembro de 1894 49 anos  |
| Nicolau II 1 de novembro de 1894 – 15 de março de 1917 (abdicou) |                                                                | 6 de maio de 1868 filho de Alexandre III e Dagmar da Dinamarca                                             | Alice de Hesse e Reno 26 de novembro de 1894 5 filhos                  | 17 de julho de 1918 50 anos    |